# سيانات الأمونيوم
سَيَانَاتُ الْأَمُونْيُومِ (باللاتينية: Ammoniumcyanat) هي مركب لاعضوي بالصيغة NH4OCN. وهي صُلْبٌ عديم اللون.

## التاريخ
أمكن تحضير سيانات الأمونيوم وإنتاجه لأول مرة عن طريق تفاعل اليوريا في عام 1828، واليوريا مادة يمكن تحضيرها من مواد حيوية (أي من بول الحيوانات والإنسان) وأيضًا من مواد غير عضوية، أصبح الفرق بين المواد العضوية والمواد غير العضوية غير جسيمًا.

## تحضيرها
يجري تحضير سيانات الأمونيوم عن طرق معادلة الأمونياك بحمض السيانيك:
{\displaystyle \mathrm {NH_{3}+HOCN\longrightarrow NH_{4}OCN} }

## من خواص سيانات الأمونيوم
إذا ارتفعت درجة الحرارة أعلى من 60 °C تتحول سيانات الأمونيوم إلى يوريا.
{\displaystyle \mathrm {NH_{4}OCN\ {\xrightarrow {60\ ^{\circ }C}}\ H_{2}NCONH_{2}} }